# Bretagne Porte de Loire Communauté
Bretagne Porte de Loire Communauté (BPLC) est une communauté de communes française, créée au 1er janvier 2017 et située dans le département d'Ille-et-Vilaine et la région Bretagne.

## Histoire
La communauté de communes est créée au 1er janvier 2017 par arrêté préfectoral du 9 décembre 2016. Elle est issue de la fusion de la communauté de communes de Moyenne Vilaine et Semnon avec la communauté de communes du Pays de Grand-Fougeray.

## Administration
| Période      | Période   | Identité       | Étiquette | Qualité |
| ------------ | --------- | -------------- | --------- | --- |
| janvier 2017 | juin 2020 | Yvon Mellet    | MoDem     | Retraité cadre hospitalier Maire de Teillay (depuis 2001) Conseiller général puis départemental (depuis 2011) |
| juin 2020    | En cours  | Vincent Minier | SE-LREM   | Consultant Maire de Chanteloup (depuis 2014)                                                                  |

## Territoire communautaire

### Géographie
Située dans le sud  du département d'Ille-et-Vilaine, l'intercommunalité Bretagne Porte de Loire Communauté regroupe 20 communes et s'étend sur 461,9 km2.

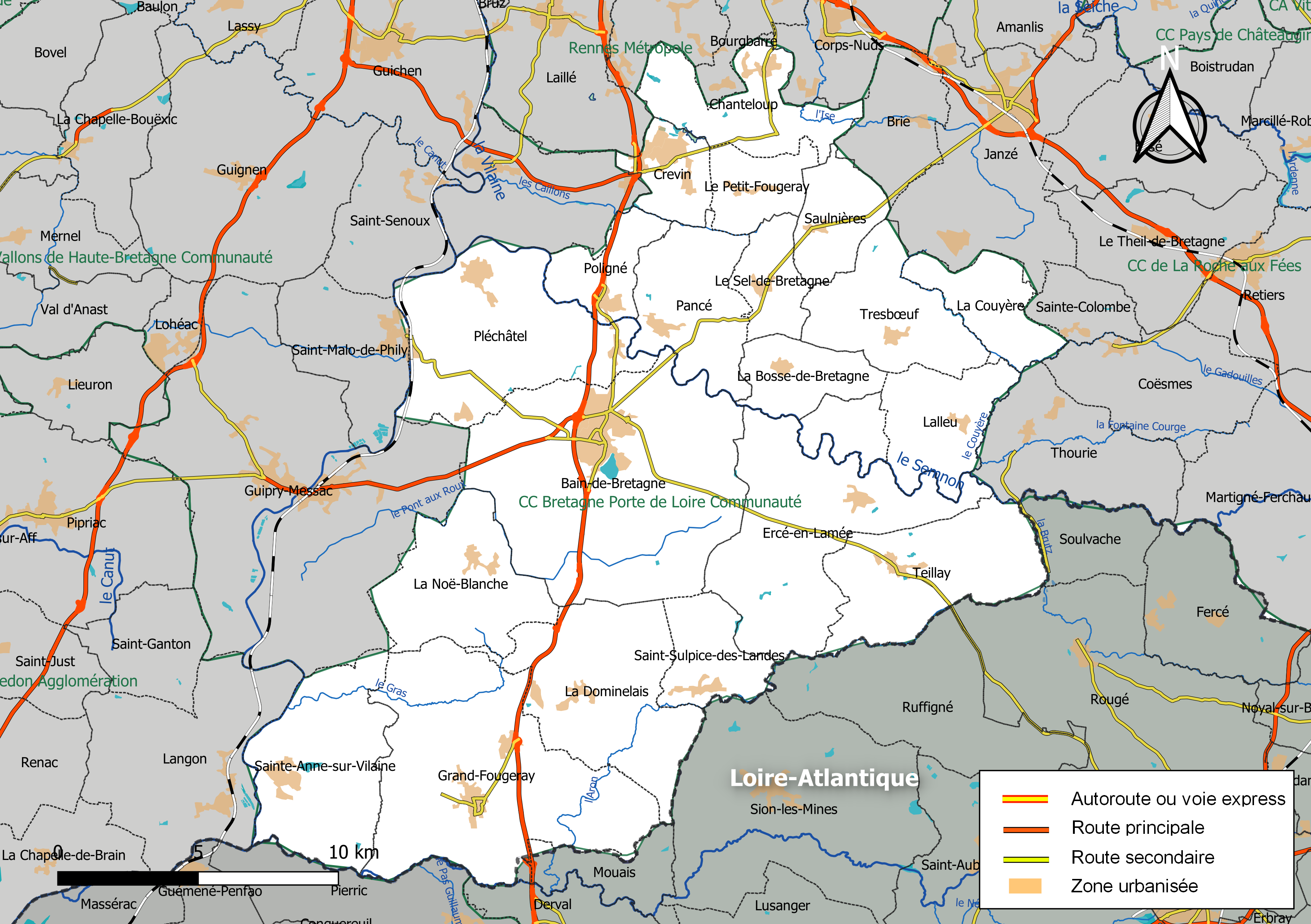
Carte de l'intercommunalité cretagne porte de Loire Communauté au 1er janvier 2019.

### Composition

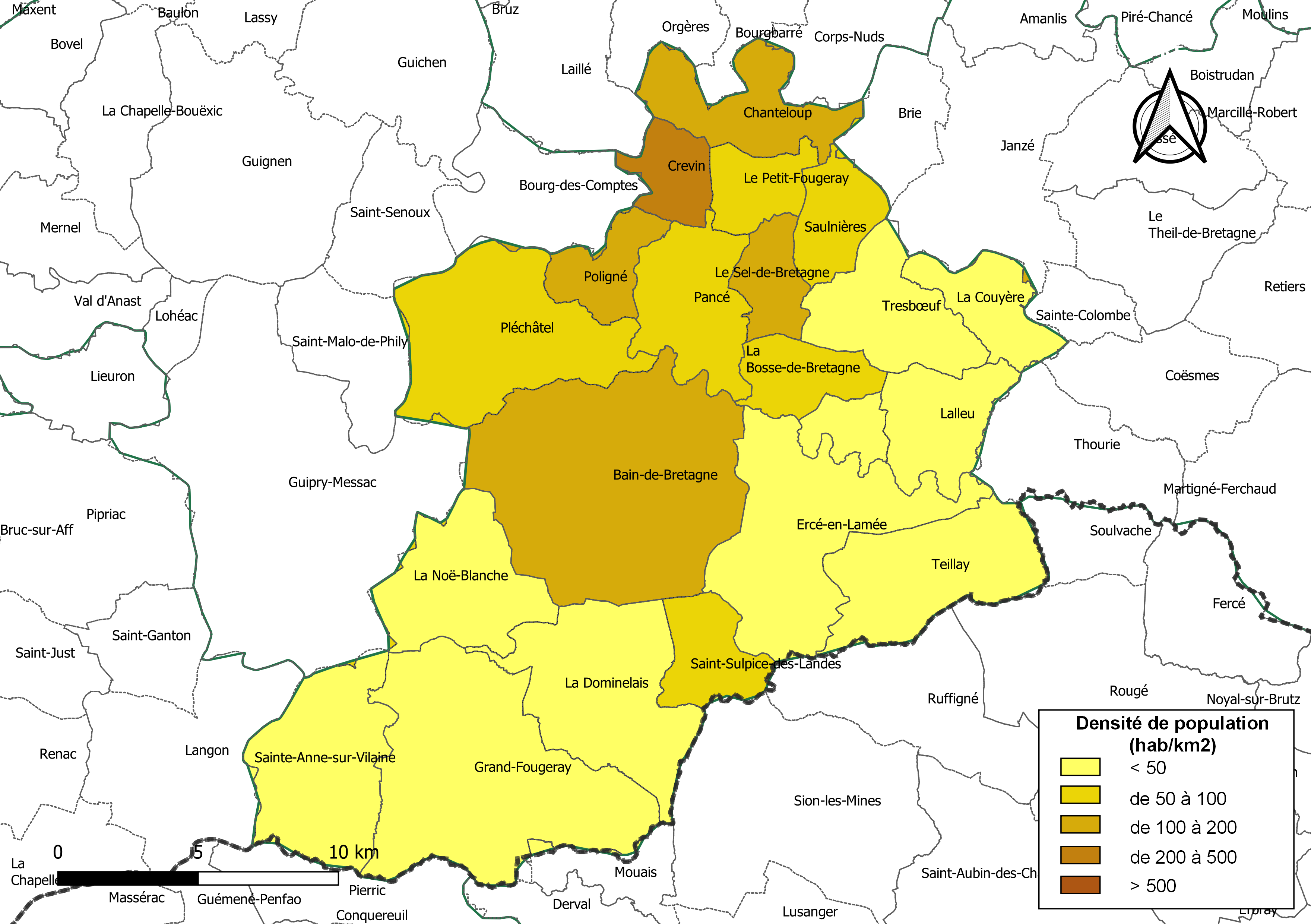
Carte des densités de population (millésimée 2016) des communes de l'intercommunalité Bretagne Porte de Loire Communauté. Composition en communes au 1er janvier 2019.

La communauté de communes est composée des 20 communes suivantes :

| Nom                      | Code Insee | Gentilé        | Superficie (km2) | Population (dernière pop. légale) | Densité (hab./km2) |
| ------------------------ | ---------- | -------------- | ---------------- | --------------------------------- | ------------------ |
| Bain-de-Bretagne (siège) | 35012      | Bainais        | 64,77            | 7 704 (2022)                      | 119                |
| La Bosse-de-Bretagne     | 35030      | Bosséens       | 10,21            | 691 (2022)                        | 68                 |
| Chanteloup               | 35054      | Canteloupéens  | 17,53            | 1 881 (2022)                      | 107                |
| La Couyère               | 35089      | Coverois       | 11,72            | 447 (2022)                        | 38                 |
| Crevin                   | 35090      | Crévinois      | 8,31             | 2 790 (2022)                      | 336                |
| La Dominelais            | 35098      | Dominelaisiens | 32,45            | 1 414 (2022)                      | 44                 |
| Ercé-en-Lamée            | 35106      | Ercéens        | 39,21            | 1 568 (2022)                      | 40                 |
| Grand-Fougeray           | 35124      | Fulkériens     | 55,42            | 2 523 (2022)                      | 46                 |
| Lalleu                   | 35140      | Allodiens      | 15,47            | 581 (2022)                        | 38                 |
| La Noë-Blanche           | 35202      | Nautalbanais   | 23,18            | 1 007 (2022)                      | 43                 |
| Pancé                    | 35212      | Pancéens       | 19,33            | 1 171 (2022)                      | 61                 |
| Le Petit-Fougeray        | 35218      |                | 8,95             | 886 (2022)                        | 99                 |
| Pléchâtel                | 35221      | Pléchâtellois  | 36,32            | 2 796 (2022)                      | 77                 |
| Poligné                  | 35231      | Polinéens      | 9,24             | 1 245 (2022)                      | 135                |
| Saint-Sulpice-des-Landes | 35316      | Sulpiciens     | 11,19            | 827 (2022)                        | 74                 |
| Sainte-Anne-sur-Vilaine  | 35249      | Saintanais     | 28,57            | 1 032 (2022)                      | 36                 |
| Saulnières               | 35321      | Saulniérois    | 10,34            | 798 (2022)                        | 77                 |
| Le Sel-de-Bretagne       | 35322      | Sellois        | 8,1              | 1 102 (2022)                      | 136                |
| Teillay                  | 35332      | Teillacois     | 26,21            | 1 103 (2022)                      | 42                 |
| Tresbœuf                 | 35343      | Tresbourgeois  | 25,33            | 1 235 (2022)                      | 49                 |

## Démographie
| 1968   | 1975   | 1982   | 1990   | 1999   | 2006   | 2011   | 2016   | 2022   |
| ------ | ------ | ------ | ------ | ------ | ------ | ------ | ------ | ------ |
| 20 037 | 19 653 | 20 630 | 21 163 | 22 692 | 28 174 | 31 100 | 31 876 | 32 801 |